# 特種部隊
特種部隊（英語：special forces）、特种作战部队（special operation forces，简称SOF）或特战队指接受特別及高強度軍事訓練的精锐軍隊，專門執行特種作戰、兩棲作戰、特種偵察、滲透 （军事）、狙擊、反恐等非常规作战。 對其細分可以分為屬大型軍事部隊的特種軍事部隊；例如陸軍特種作戰部隊（空降作戰）及海軍陸戰隊（兩棲登陸與突襲作戰）等，以及小型軍事部隊的特種菁英部隊（兩棲偵搜、爆破、反恐特勤）等。反恐部隊主要指以作戰、進攻、反間諜、國防、反恐怖主義為任務的軍隊特種部隊，可以但不限於稱為警衛連、偵察連、突擊隊、特遣隊、別動隊等。
在现代中文語境中，特種部隊一般不包括非軍事單位特種警察部隊。現代特種部隊的概念最早出現於20世紀初，並在第二次世界大戰間顯著的發展起來。當時參戰各國的軍隊都創立了能夠在敵後從事特種作戰的軍事單位。特種部隊的功能和概念視乎不同國家的軍事需求而有所不同，當中他們最常擔任的角色包括：空降作戰、反叛亂、反恐、外國內部防務、隱蔽行動、直接行動、人質救援、刺殺／抓捕高價值目標、情報收集、機動作戰，以及非常規作戰。而中華民國大陸時期的特种兵概念，则是指常规部队除步兵以外的炮、骑、工、汽车等专业技术要求较高的兵种。
早期軍事特種部隊主要著重戰場任務為主，但自1972年慕尼黑慘案後各國開始投放資源成立能夠執行拯救人質和反攻任務的反恐部隊，當中有部份是隸屬執法機關或國家安全機構（如聯邦調查局人質拯救隊及GSG-9）的警察戰術單位，也有部份是隸屬軍隊（如英國陸軍第22特種空勤團的特別項目隊和美國陸軍三角洲部隊）的軍事特種部隊。前者受限於其所屬組織和角色定位通常較專注於在國內執行任務，交戰規則也較嚴格，平民的性命往往被視作首要考量。而後者則根據不同國家的法律以決定其可否在國內參與反恐或反叛亂作戰，在國家非處於外敵入侵或內亂時期多數均從事海外部署。
在不同國家和語境中，對於“特種部隊”的稱呼亦可能會有所差異。例如在俄語圈國家，特種部隊被稱為（音譯：“斯佩茨納茲”），此為俄語中“特別用途”（也可譯作“特別目的”）的縮寫。而在美國，除了陸軍特種部隊以外的其他美軍特種作戰單位（如：海豹部隊）都被統一的稱為“特種作戰部隊”（Special Operations Forces），而非“特種部隊”（Special Forces）。

## 各國特種部隊
以下只列出現存隸屬各國軍隊和情報機關的特種部隊，如欲查詢各國特種警察單位請參考特種警察列表。

### 阿富汗伊斯蘭酋長國
- 伊斯蘭酋長國軍
  - 巴德里313營（英语：Badri 313 Battalion）
  - 紅色部隊（英语：Red Unit）
  - 亞穆克60特種部隊營
- 情報總局（英语：General Directorate of Intelligence）
  - 法塔赫部隊
  - 烏馬里部隊

### 阿尔巴尼亚
- 阿爾巴尼亞地面部隊（英语：Albanian Land Forces）
  - 特種作戰團（英语：Special Operations Regiment (Albania)）

### 阿尔及利亚
- 阿尔及利亚陆军
  - 第104作战机动团（104-RMO）
  - 第116作战机动团（116-RMO）
- 阿尔及利亚空军
  - 第772空中突击队步枪团
- 阿尔及利亚海军
  - 海军特别行动团
- 共和国卫队
  - 特别干预團 (共和国卫队)
- 国家宪兵队
  - 特别干预團

### AUT

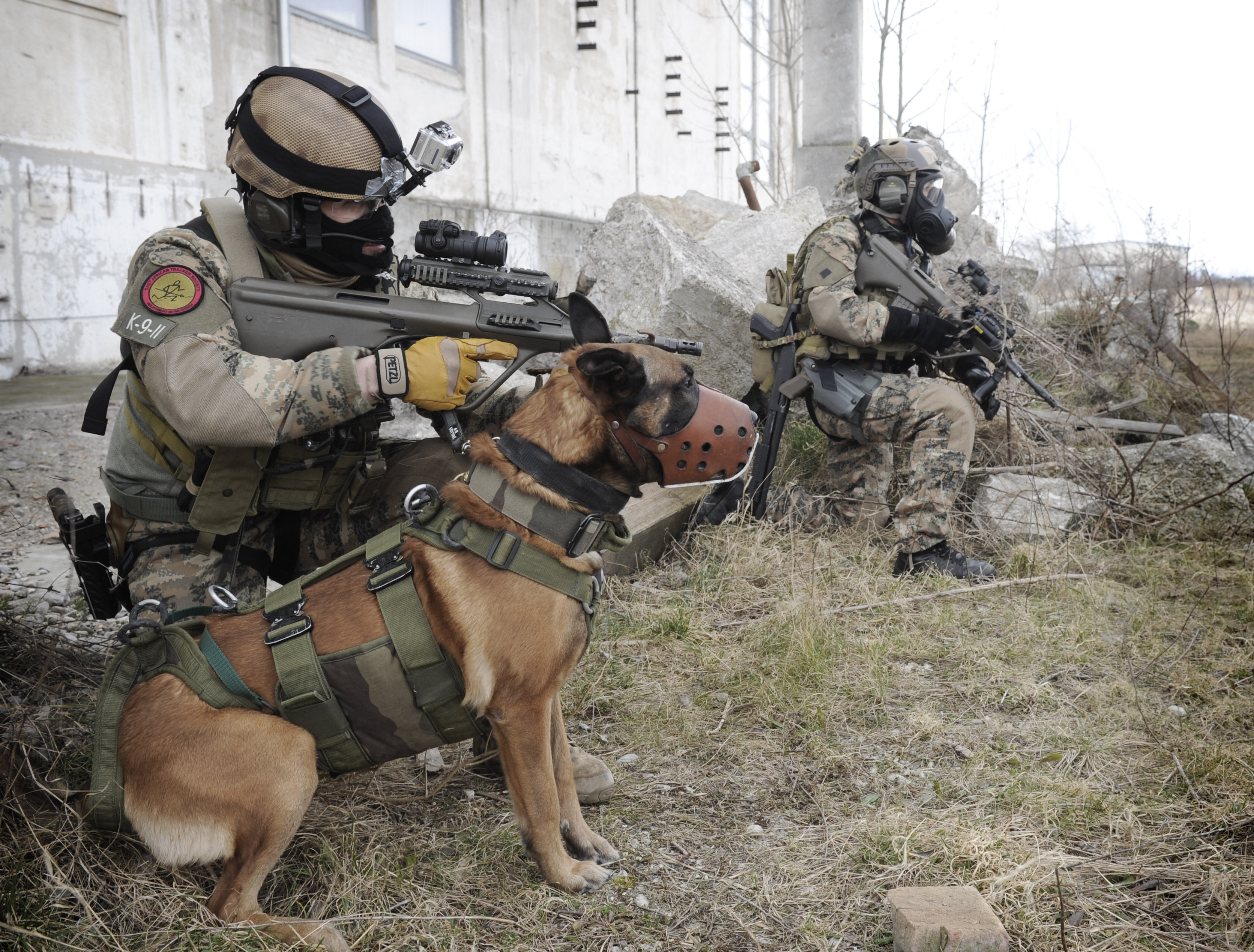
獵人突擊隊

### Belgium

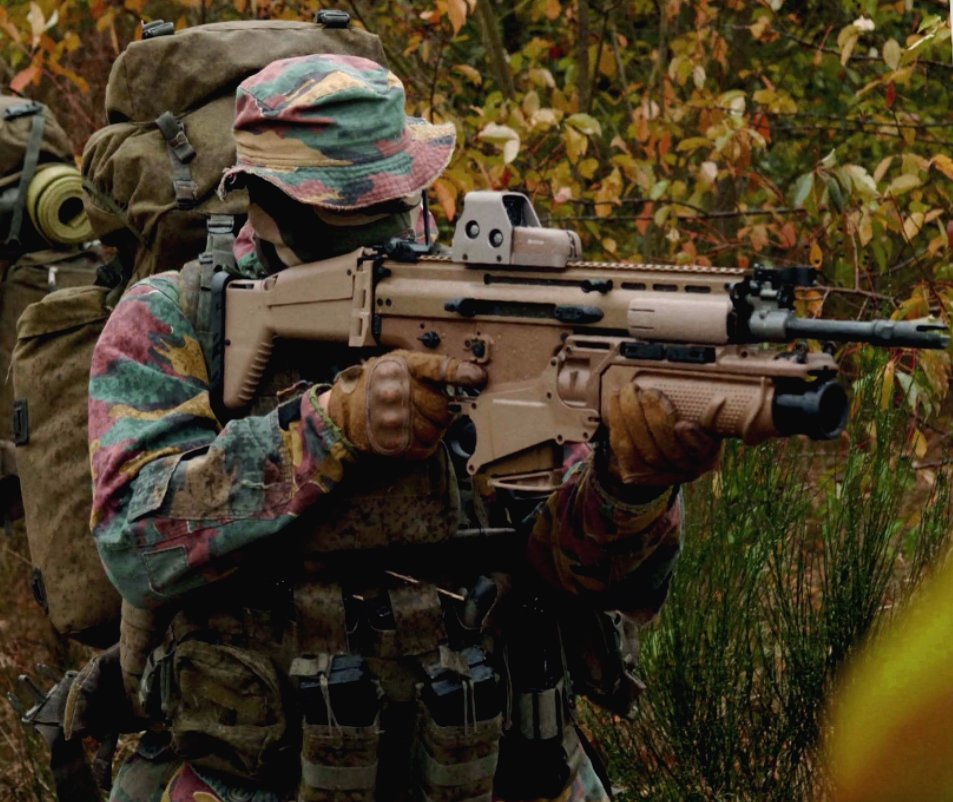
比利時陸軍特種部隊旅的隊員手持FN SCAR H自動步槍

### 
- 澳洲陸軍
  - 澳洲特種作戰司令部
    - 第1突擊團（英语：1st Commando Regiment (Australia)）
    - 第2突擊團
      - 東岸戰術突擊群

    - 特種空勤團
      - 西岸戰術突擊群

    - 特種作戰後勤中隊（英语：Special Operations Logistics Squadron）
    - 特種作戰訓練和教育中心（英语：Special Operations Training and Education Centre）
    - 跳傘訓練學校（英语：Parachute Training School (Australian Army)）
    - 特種作戰工兵團（英语：Special Operations Engineer Regiment）
- 澳洲皇家空軍
  - B航第4中隊
- 澳洲皇家海軍
  - 掃海潛水員分隊（英语：Clearance Diving Branch (RAN)）

### 奥地利
- 奥地利聯邦軍
  - 獵人突擊隊

### 白俄羅斯
- 白俄羅斯特種作戰部隊（英语：Special Forces of Belarus）
  - 第38近衛空中突擊旅（英语：38th Guards Air Assault Brigade）
  - 第103近衛空降旅（英语：103rd Guards Airborne Brigade）
  - 第5特別用途旅（英语：5th Spetsnaz Brigade）
  - 第33近衛特別用途分隊
  - 第527特別用途連
  - 第22特別用途連
- 白俄羅斯內衛部隊（英语：Internal Troops of Belarus）
  - 第3獨立特別用途旅（英语：3rd Separate Special-Purpose Brigade）
- 白俄羅斯共和國國家安全委員會
  - 阿爾法小組

### 比利时
- 比利時地面部隊（英语：Belgian Land Component）
  - 特種作戰團（英语：Special Operations Regiment (Belgium)）
    - 總部連
    - 特種部隊群
    - 第2突擊營（英语：2nd Commando Battalion (Belgium)）
    - 第3突擊營（英语：3rd Commando Battalion (Belgium)）
    - 第6通訊與資料系統群（英语：6th Group CIS）
    - 傘兵訓練中心
    - 突擊隊訓練中心

### 巴西
- 巴西陸軍（英语：Brazilian Army）
  - 特種作戰司令部（英语：Special Operations Command (Brazil)）
    - 第1特種部隊營（英语：1º Batalhão de Forças Especiais）
    - 第1突擊行動營
    - 第1情報支援行動營
    - 第3特種部隊連
    - 特種作戰支援營
    - 特種作戰司令部管理基地
    - 化學、生化、輻射及核子防衛營
    - 第6陸軍警察排

  - 傘兵旅（英语：Paratroopers Brigade (Brazil)）
    - 探路單位

  - 巴西憲兵（英语：Military Police (Brazil)）
    - 各州憲兵屬下的特別警察行動營
- 巴西空軍
  - 傘降救援中隊（英语：Para-SAR）
- 巴西海軍
  - 海軍陸戰隊特種作戰營（英语：COMANF）
  - 戰鬥潛水員組（英语：GRUMEC）

### 保加利亚
- 保加利亞地面部隊（英语：Bulgarian Land Forces）
  - 聯合特種作戰司令部（英语：68th Special Forces Brigade (Bulgaria)）
- 保加利亞海軍
  - 第65海上特種偵察分遣隊

### 柬埔寨
- 柬埔寨王家陸軍
  - 特種部隊司令部
  - 第70旅（英语：Brigade 70 (B-70)）

### 加拿大
- 加拿大軍隊
  - 加拿大特種作戰部隊司令部
    - 第2聯合特遣部隊
    - 加拿大特種作戰團（英语：Canadian Special Operations Regiment）
    - 第427特種作戰航空中隊（英语：427 Special Operations Aviation Squadron）
    - 聯合事故應變單位（英语：Canadian Joint Incident Response Unit）
    - 特種作戰訓練中心

### 中华人民共和国
- 中國人民解放軍陸軍
  - 陆军直属 反恐怖特种作战大队（刀锋）
  - 东部战区 71集团军特战第71旅（海鲨）
  - 东部战区 72集团军特战第72旅（霹雳）
  - 东部战区 73集团军特战第73旅（东海飞龙）
  - 南部战区 74集团军特战第74旅（南国利剑）
  - 南部战区 75集团军特战第75旅（丛林猛虎）
  - 西部战区 76集团军特战第76旅（雪枫）
  - 西部战区 77集团军特战第77旅（西南猎豹）
  - 北部战区 78集团军特战第78旅（血狼）
  - 北部战区 79集团军特战第79旅（雄狮）
  - 北部战区 80集团军特战第80旅（雄鹰）
  - 中部战区 81集团军特战第81旅(猎豹)
  - 中部战区 82集团军特战第82旅（响箭）
  - 中部战区 83集团军特战第83旅（中原猛虎）
  - 新疆军区特战第84旅(昆仑利刃)
  - 西藏军区特战第85旅(高原雪豹）
  - 各軍團各旅偵察營
  - 駐港部隊合成旅特種作戰營
  - 駐澳部隊特種作戰連
- 中國人民解放軍海軍
  - 海军陆战队特种作战旅（蛟龙）
  - 海軍陸戰隊第1旅偵察營
  - 海軍陸戰隊第2旅偵察營（原陸戰第164旅兩棲偵察特戰隊南國雄獅）
  - 海軍陸戰隊第3旅偵察營
  - 海軍陸戰隊第4旅偵察營
  - 海軍陸戰隊第5旅偵察營
  - 海軍陸戰隊第6旅偵察營
- 中國人民解放軍空軍
  - 中国人民解放军空降兵军特种作战旅（雷神）
- 中國人民解放軍火箭軍
  - 火箭軍特种作战团（利刃）
- 中國人民武裝警察部隊
  - 武警第一机动总队特战第一支队（猎鹰突击队）
  - 武警第一机动总队特战第二支队（海外警卫特战支队）
  - 武警第一机动总队特战第三支队
  - 武警第二机动总队特战第一支队（雪豹突击队）
  - 武警第二机动总队特战第二支队
  - 武警新疆维吾尔自治区总队特战支队(山鹰突击队)營級或營以下編制的特戰部隊
  - 各省、直轄市和自治區武警總隊機動支隊特戰大隊
  - 各副省級市和地級市武警支隊機動大隊特戰中隊

### 中華民國
- 中華民國陸軍
  - 陸軍航空特戰指揮部
    - 陸軍特種作戰指揮部
      - 狙擊營
      - 特種作戰第一營
      - 特種作戰第二營
      - 特種作戰第三營
      - 特種作戰第四營
      - 特種作戰第五營
      - 陸軍特種作戰指揮部四三特勤反恐連

    - 中華民國陸軍航空特戰指揮部兩棲偵察營
    - 高空特種勤務中隊

  - 中華民國陸軍突擊幹部訓練班
- 中華民國憲兵（軍種與官科屬於陸軍，但有司法警察權，必須獨立運作，故其總指揮部直接隸屬國防部參謀本部，非隸屬國防部陸軍司令部）
  - 憲兵特勤隊
- 中華民國海軍
  - 中華民國海軍水下作業大隊
  - 中華民國海軍陸戰隊
    - 海軍陸戰隊指揮部
    - 陸戰九九旅 （代號鐵軍部隊）
    - 陸戰六六旅 （代號先鋒部隊）
    - 中華民國海軍陸戰隊兩棲偵搜大隊
      - 兩棲偵搜大隊特勤中隊
      - 兩棲偵搜大隊爆破中隊
      - 兩棲偵搜大隊偵搜中隊
- 海洋委員會
  - 海洋委員會海巡署偵防分署（海巡特勤隊）

### 古巴
- 古巴革命軍隊
  - 黑蜂部隊（英语：Black Wasp (Cuban Special Forces)）
  - 國家特別旅

### 捷克
- 捷克共和國軍隊
  - 第601特種部隊群（英语：601st Special Forces Group）

### 丹麦
- 特種作戰司令部（英语：Special Operations Command (Denmark)）
  - 獵人軍團（英语：Hunter Corps）
  - 蛙人軍團（英语：Frogman Corps (Denmark)）
- 丹麥皇家陸軍
  - 特別支援及偵察連（英语：Special Support and Reconnaissance Company）

### 埃及
- 埃及陸軍
  - 777部隊（英语：Unit 777）
  - 999部隊（英语：Unit 999）
  - 雷霆部隊（英语：Sa'ka Forces）

### 爱沙尼亚
- 愛沙尼亞國防軍
  - 愛沙尼亞特種作戰部隊（英语：Estonian Special Operations Force）
    - 特種作戰任務組

### 芬兰
- 芬蘭陸軍
  - 烏蒂·獵兵團（英语：Utti Jaeger Regiment）
    - 特別獵兵團
- 芬蘭海軍
  - 特別行動分隊

### 法國
- 特種作戰司令部（英语：Special Operations Command (France)）
  - 法國陸軍特種作戰司令部（英语：French Army Special Forces Command）
    - 第1海軍陸戰傘降團
    - 第13傘降龍騎兵團
    - 第4特種部隊直昇機團
    - 特種部隊司令部和信號連
    - 特種作戰支援組
    - 特種部隊學院

  - 法國海軍
    - 海軍突擊隊
      - 豪伯特突擊隊
      - 蒙福特突擊隊
      - 彭芬尼約突擊隊
      - 崔佩爾突擊隊
      - 休伯特突擊隊
      - 基弗突擊隊
      - 龐卡迪耶突擊隊

    - 反恐與人質救援部隊

  - 法國空軍
    - 第10空降突擊隊（英语：Air Parachute Commando No. 10）
    - 第20空降突擊隊
    - 第30空降突擊隊
- 法國陸軍
  - 傘降突擊群（英语：Commando Parachute Group）
- 法國國家憲兵
  - 國家憲兵干預組
- 法國對外安全總局
  - 行動部（英语：Action Division）
    - 傘兵專業訓練中心
    - 傘兵專業指導中心
    - 傘兵海上作戰訓練中心

### 
- 喬治亞陸軍
  - 喬治亞特種作戰部隊（英语：Georgian Special Operations Forces）
- 喬治亞國家安全局（英语：State Security Service of Georgia）
  - 反恐中心
  - 奧米加特別任務部隊（英语：Omega Special Task Force）

### 德国
- 德國聯邦國防軍陸軍
  - 特種部隊司令部
  - 具備進階基礎特種作戰技能陸軍特別部隊（英语：EGB Forces）
  - 特種作戰訓練中心
- 德國聯邦國防軍海軍
  - 海上特種部隊司令部（英语：Kommando Spezialkräfte Marine）
- 德國聯邦國防軍空軍
  - 戰鬥救援隊（英语：Kampfretter）

### 希腊
- 希臘陸軍
  - 第1步兵師（英语：1st Infantry Division (Greece)）
    - 第13特種作戰司令部（英语：13th Special Operations Command）“神聖連”
    - 第1突襲傘降旅（英语：1st Raider/Paratrooper Brigade (Greece)）
      - 第1突襲團
      - 第2傘降團
      - 特別傘降單位

    - 第32海軍陸戰旅（英语：32nd Marines Brigade (Greece)）
- 希臘海軍
  - 水下爆破司令部（英语：Underwater Demolition Command）

### 匈牙利
- 匈牙利陸軍
  - 第34貝爾切尼·拉斯洛特種部隊營（英语：HDF 34th Bercsényi László Special Forces Battalion）
  - 第25／88輕型混合營
  - 第5／24蓋爾蓋伊·博內米薩偵察營

### IRE

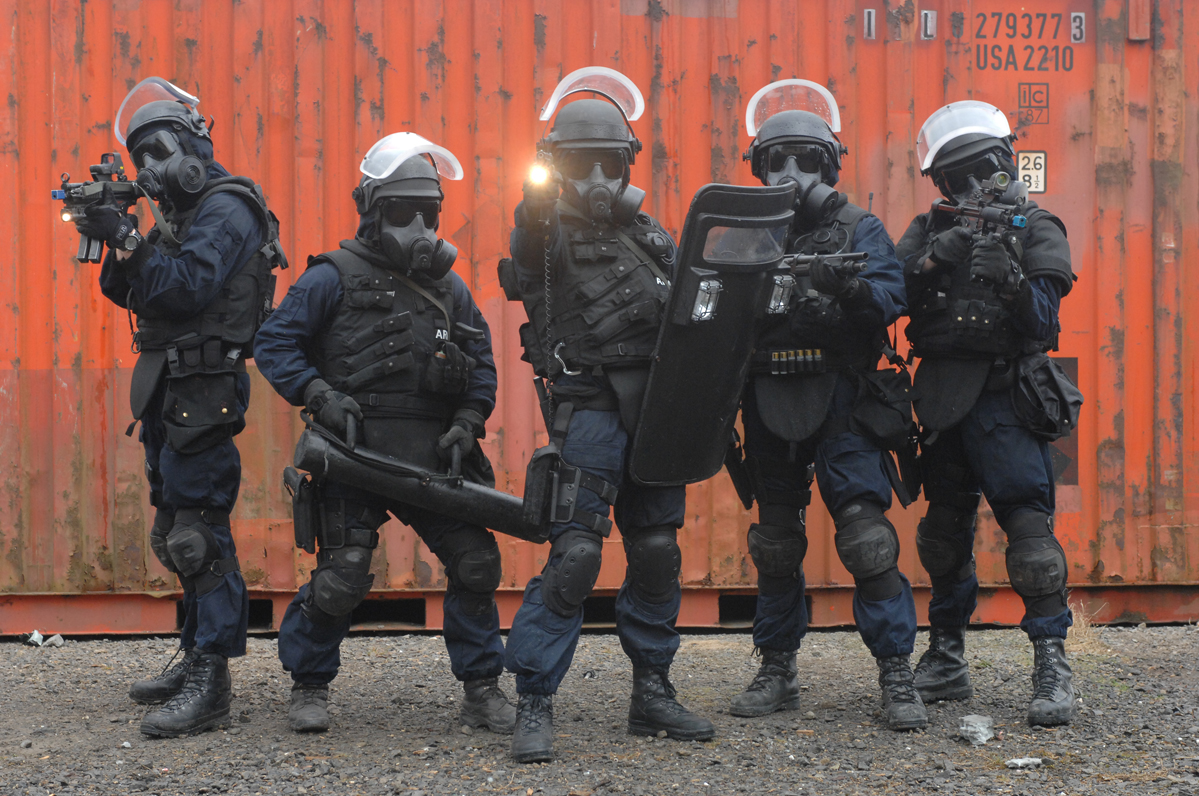
愛爾蘭陸軍遊騎兵

### ISR

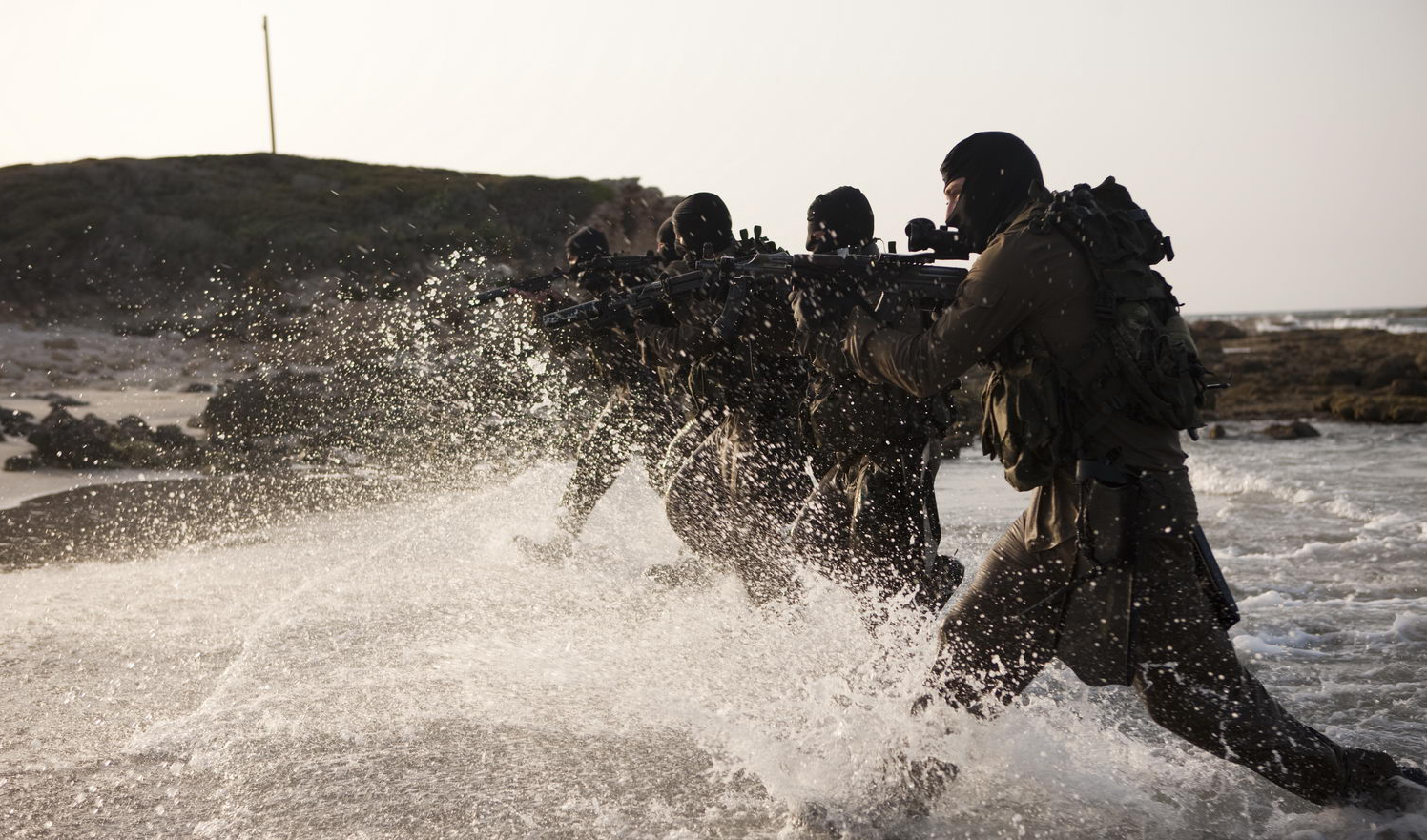
以色列海軍第13突擊隊

### 印度
- 印度陸軍
  - 傘兵特種部隊（英语：Para (Indian Special Forces)）
- 印度空軍
  - 神鷹突擊部隊（英语：Garud Commando Force）
- 印度海軍
  - 海軍突擊隊（英语：MARCOS）
- 國家安全衛隊（英语：National Security Guard）
  - 特別行動群
  - 特別游騎兵群
  - 特別綜合群
- 印度內閣秘書處
  - 特別邊防部隊
- 印度研究分析室
  - 特別群（英语：Special Group (India)）

### 印度尼西亞
- 印尼陸軍
  - 特種部隊司令部（英语：Kopassus）
  - 戰鬥偵察排（英语：Combat Reconnaissance Platoon (Indonesia)）
- 印尼海軍
  - 蛙人司令部（英语：KOPASKA）
  - 死亡之海分隊（英语：Denjaka）
  - 兩棲偵察營（英语：Taifib）
  - 八爪魚小組（英语：Kesatuan Gurita）
- 印尼空軍
  - 快速應變部隊司令部（英语：Kopasgat）
    - 布拉沃90分遣隊（英语：Bravo Detachment 90）

### 伊朗
- 伊朗伊斯蘭共和國軍隊
  - 伊朗伊斯蘭共和國陸軍
    - 第23塔卡瓦師（英语：23rd Takavar Division）
    - 第25塔卡瓦旅（英语：25th Takavar Brigade）
    - 第35旅
    - 第45旅
    - 第55空降旅（英语：55th Airborne Brigade）
    - 第58沙魯德塔卡瓦師（英语：58th Takavar Division of Shahroud）
    - 第65空降特種部隊旅（英语：65th Airborne Special Forces Brigade）

  - 伊朗伊斯蘭共和國海軍
    - 第1海軍陸戰旅（英语：1st Marine Brigade (Iran)）
    - 第2海軍陸戰旅（英语：2nd Marine Brigade (Iran)）
    - 第3海軍陸戰旅（英语：3rd Marine Brigade (Iran)）
    - 第4海軍陸戰旅（英语：4th Marine Brigade (Iran)）
- 伊朗伊斯蘭革命衛隊
  - 聖城軍
  - 薩伯林塔卡瓦爾營（英语：Saberin Unit）
  - 塞帕海軍特種部隊（英语：Sepah Navy Special Force）
  - 第66空降特種部隊旅

### 伊拉克
- 伊拉克特種作戰部隊
  - 第1特種作戰旅
    - 第36突擊營（英语：Iraqi 36th Commando Battalion）（黄金分隊）
    - 第2營
    - 第3營
    - 支援營
    - 訓練營（伊拉克特種作戰中心和學校）

  - 第2特種作戰旅
    - 第1營
    - 第2營
    - 第3營
    - 第4營

  - 第3特種作戰旅
  - 特別戰術單位

### 爱尔兰
- 愛爾蘭國防軍
  - 愛爾蘭陸軍遊騎兵聯隊

### 義大利
- 意大利陸軍
  - 第9傘降突擊團（英语：9th Parachute Assault Regiment）
  - 第4阿爾皮尼傘降團（英语：4th Alpini Paratroopers Regiment）
  - 第185目標搜索團（英语：185th Target Acquisition Regiment "Folgore"）
  - 第3特種作戰直升機團（英语：3rd Special Operations Helicopter Regiment）
  - 第11傳輸團
  - 第28團
- 意大利海軍
  - 潛水員與突襲兵司令部（英语：Comando Raggruppamento Subacquei e Incursori Teseo Tesei）
  - 直升機突擊單位
- 意大利空軍
  - 第17突襲聯隊（英语：17th Raiders Wing）
  - 第9群
- 卡賓槍騎兵
  - 特別干預組
  - 第1傘降卡賓槍騎兵團（英语：1st Paratroopers Carabinieri Regiment "Tuscania"）

### 以色列
- 以色列國防軍
  - 陸軍總司令（英语：GOC Army Headquarters）
    - 第89奥茲旅（英语：Oz Brigade）
      - 212部隊（英语：Maglan）（朱鷺部隊）
      - 217部隊（英语：Duvdevan Unit）（櫻桃部隊）
      - 621部隊（英语：Unit Egoz）（胡桃部隊）

    - 作戰情報收集隊（英语：Combat Intelligence Collection Corps）特種部隊單位
    - 鑽石部隊（英语：Yahalom (IDF)）
    - 第93偵察營
    - 第631偵察營
    - 第846偵察營
    - 第934偵察營（英语：934th Reconnaissance Battalion）
    - 第5135偵察營

  - 以色列海軍
    - 第13突擊隊

  - 以色列空軍
    - 669部隊（英语：Unit 669）
    - 翠鳥部隊（英语：Shaldag Unit）
    - 5700部隊

  - 其他以軍特種部隊
    - 埃拉特部隊（英语：LOTAR Eilat）
    - 登山部隊
    - 刺針部隊（英语：Oketz Unit）

  - 以色列軍事情報局
    - 總參謀部偵察部隊
- 以色列情報及特殊使命局
  - 刺刀部隊（英语：Kidon）

### 日本
- 陸上自衛隊
  - 特殊作戰群
- 海上自衛隊
  - 特別警備隊

### 
- 哈薩克共和國武裝力量
  - 哈薩克共和國特種作戰部隊（俄语：Силы специальных операций Республики Казахстан）
- 哈薩克共和國內務部（英语：Ministry of Internal Affairs of Kazakhstan）
  - 老鷹特種部隊（俄语：Сункар (спецподразделение)）
  - 野狼特種部隊（俄语：Арлан (спецподразделение МВД Казахстана)）
  - 金雕特種部隊
- 哈薩克共和國國家近衛軍（英语：National Guard of Kazakhstan）
  - 伯基特特種部隊
  - 特種作戰單位“第6654軍部隊”
- 哈薩克共和國國家安全局（英语：State Security Service (Kazakhstan)）
  - 狼群特種部隊（俄语：Кокжал (спецподразделение)）
- 哈薩克共和國國家安全委員會（英语：National Security Committee of the Republic of Kazakhstan）
  - A特別用途部門

- 大韓民國陸軍
  - 陸軍特戰司令部
    - 第707特殊任務團「白虎部隊」
    - 特戰訓練群
    - 第1空降特戰旅「禿鷲部隊」
    - 第3空降特戰旅「飛虎部隊」
    - 第5空降特戰旅「黑龍部隊」
    - 第7空降特戰旅「天馬部隊」
    - 第9空降特戰旅「鬼星部隊」
    - 第11空降特戰旅「黃金蝙蝠部隊」
    - 第13空降特戰旅「黑豹部隊」
    - 國際和平支援團（朝鲜语：국제 평화 지원단）

  - 突擊隊（英语：Commandos of the Republic of Korea Army）
    - 第700突擊團
    - 第701突擊團
    - 第702突擊團
    - 第703突擊團
    - 第704突擊團
    - 第705突擊團
    - 第35特殊任務營

- 大韓民國海軍
  - 海軍特戰戰團
  - 海難救助隊（朝鲜语：대한민국 해난구조대）
  - 大韓民國海軍陸戰隊
    - 海軍陸戰隊搜索隊（朝鲜语：해병대 특수수색여단）
- 大韓民國空軍
  - 第6搜救大隊（朝鲜语：대한민국 6탐색구조비행전대）
  - 空軍作戰管制小組（朝鲜语：대한민국 공정통제사 만들기）
- 韓國軍事警察
  - 特别任務隊
- 國防情報本部
  - 情報支隊總部
  - 水下爆破單位

### KOR

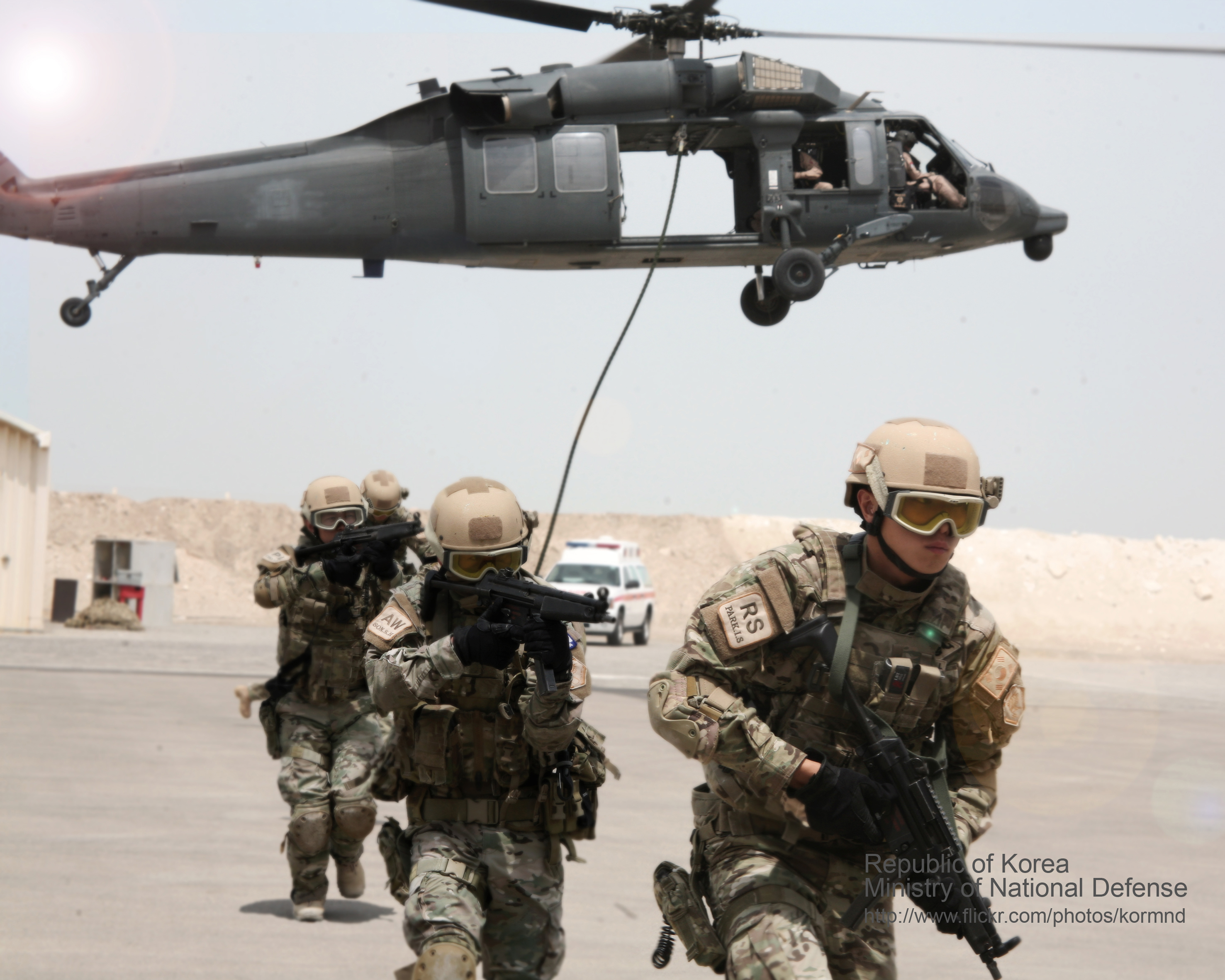
大韓民國海軍特戰戰團

### 朝鮮民主主義人民共和國
- 朝鮮人民軍
  - 朝鮮人民軍特種作戰軍
  - 朝鮮人民軍總參謀部偵察總局

### 馬爾他
- 馬耳他武裝部隊（英语：Armed Forces of Malta）
  - 第1團（英语：1st Regiment of the Armed Forces of Malta）
    - C連（C Company）

### 拉脫維亞
- 拉脫維亞國家武裝部隊
  - 特別任務單位（英语：Latvian Special Tasks Unit）

### 立陶宛
- 立陶宛军队
  - 立陶宛特種作戰部隊（英语：Lithuanian Special Operations Force）
    - 維陶塔斯大帝獵兵營
    - 特別用途部
    - 戰鬥潛水員部
    - 空軍特種作戰分隊
    - 訓練及作戰支援中心

### 马来西亚
- 马来西亚皇家海军
  - 海军特种作战部队（PASKAL）
- 马来西亚陆军
  - 马来西亚陆军突击队（Grup Gerak Khas）
  - 第10伞兵旅（10th Parachute Brigade）
- 马来西亚皇家空军
  - 马来西亚特种空勤团

### PAK

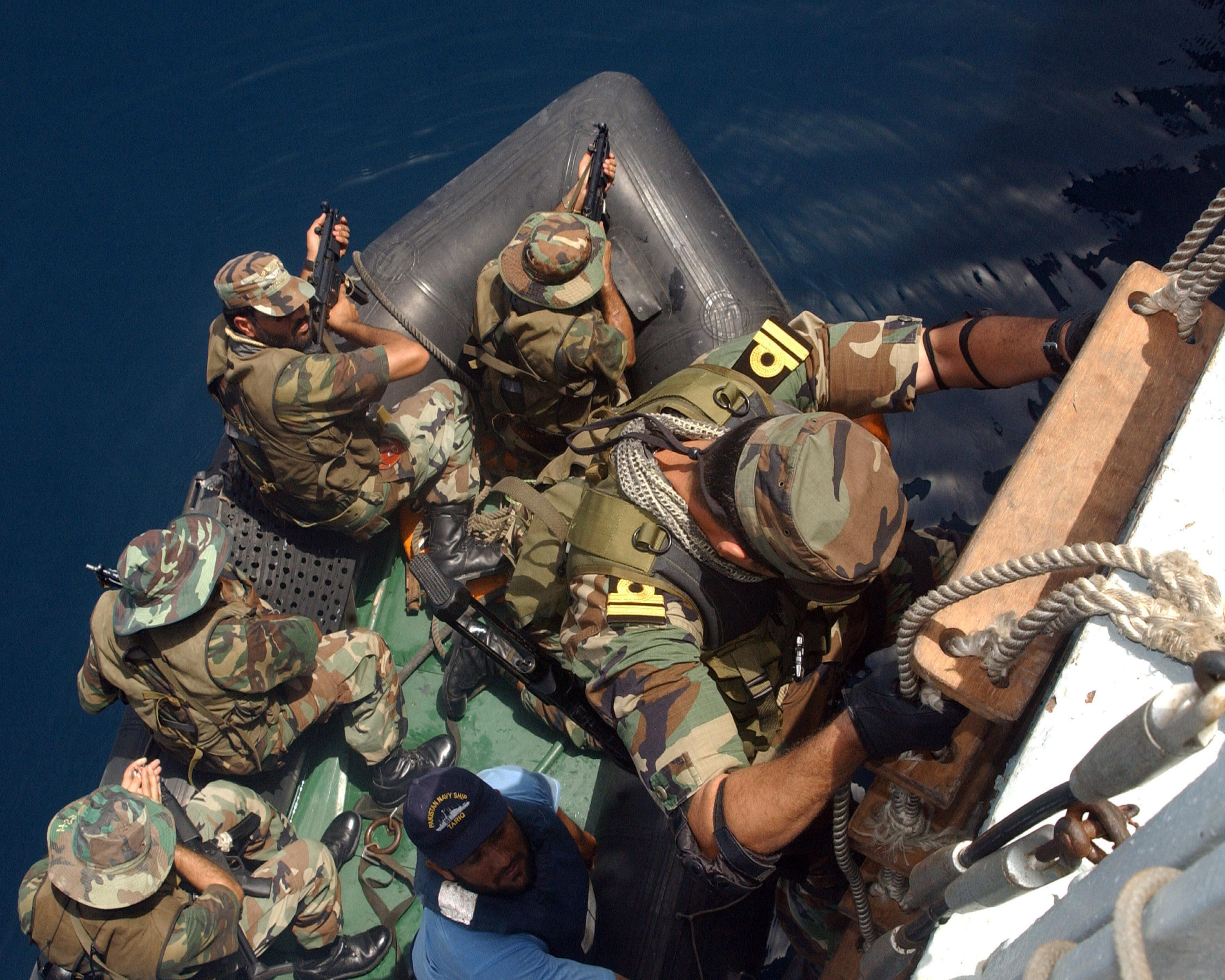
巴基斯坦海軍特別勤務群

### POL

波蘭軍隊行動應變及機動組與美國海軍三棲特戰隊的隊員正進行著訓練

### 墨西哥
- 墨西哥陸軍（英语：Mexican Army）
  - 特種部隊軍團
  - 特別應變部隊（英语：Fuerzas Especiales del Alto Mando）
- 墨西哥海軍
  - 海軍特種部隊（英语：Fuerzas Especiales）
  - 兩棲突擊隊營

### 蒙古国
- 蒙古國陸軍
  - 084特別任務營（英语：084th Special Task Battalion）
  - 330特別任務營
  - 350特別任務營

### 荷蘭
- 荷蘭皇家陸軍
  - 突擊隊軍團（英语：Korps Commandotroepen）
- 荷蘭皇家海軍
  - 荷蘭皇家海軍陸戰隊
    - 荷蘭海上特種作戰部隊（英语：Netherlands Maritime Special Operations Forces）
      - M中隊（英语：Unit Interventie Mariniers） （海上反恐中隊）
      - C中隊（山區偵察及兩棲偵察）
      - T中隊（訓練中隊）
      - 特種作戰部隊支援組
- 荷蘭皇家憲兵隊
  - 特種保安任務旅（英语：Brigade Speciale Beveiligingsopdrachten）

### 新西兰
- 紐西蘭陸軍
  - 紐西蘭特種空勤團

### 挪威
- 挪威武裝部隊
  - 挪威特種作戰司令部（FS）
    - 挪威特種作戰突擊隊（FSK）
      - 獵兵小隊（英语：Jegertroppen）

    - 挪威海軍特種作戰突擊隊（MJK）

### 巴基斯坦
- 巴基斯坦陸軍
  - 特別勤務群（英语：Special Services Group）
- 巴基斯坦空軍
  - 特別勤務大隊（英语：Special Service Wing）
- 巴基斯坦海軍
  - 特別勤務群（英语：Special Service Group (Navy)）
- 三軍情報局
  - 隱蔽行動部（英语：Covert Action Division）

### 秘魯
- 海軍特別作戰部隊

### 菲律賓
- 菲律賓特種作戰司令部（英语：Special Operations Command (Philippines)）
  - 菲律賓陸軍
    - 第1偵察游騎兵團（英语：1st Scout Ranger Regiment）
    - 特種部隊團（空降）（英语：Special Forces Regiment (Philippine Army)）
    - 輕量級應變團（英语：Light Reaction Regiment）

  - 菲律賓海軍
    - 海軍特種作戰司令部（英语：Naval Special Operations Command）

  - 菲律賓海軍陸戰隊
    - 海軍陸戰隊特種作戰群（英语：Marine Special Operations Group）

  - 菲律賓空軍
    - 第710特種作戰聯隊（英语：710th Special Operations Wing）

  - 菲律賓海岸防衛隊
    - 特種作戰部隊

### 波蘭
- 特種軍司令部（英语：Polish Special Forces）
  - 行動應變及機動組
  - 陸軍突擊隊（英语：JW Komandosów）
  - 反蓋世太保部隊（英语：JW AGAT）
  - 福爾摩沙部隊
- 波蘭憲兵（英语：Military Gendarmerie (Poland)）
  - 特別單位

### 葡萄牙
- 葡萄牙陸軍（英语：Portuguese Army）
  - 突擊隊（英语：Commandos (Portugal)）
  - 空降探路者連（英语：Pathfinders Company (Portugal)）
  - 特種作戰部隊中心（英语：Special Operations Troops Centre）
- 葡萄牙海軍（英语：Portuguese Navy）
  - 特別行動分隊（英语：Special Actions Detachment）
  - 工兵潛水員組（英语：Sappers Divers Group）

### 俄羅斯
- 俄羅斯聯邦國防部
  - 俄羅斯聯邦武裝力量特種作戰部隊

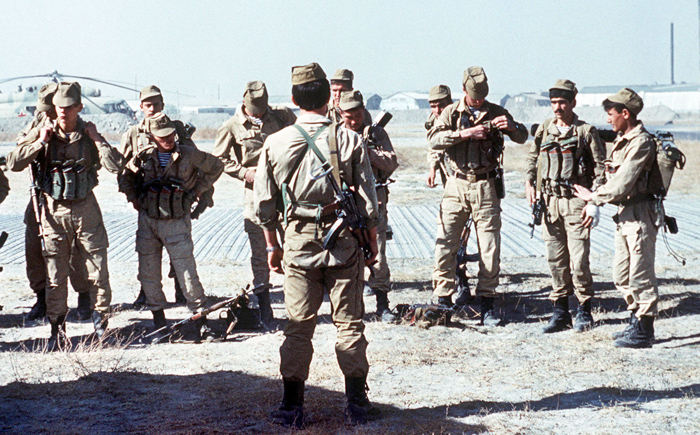
1979年阿富汗戰爭期間的格魯烏特種部隊

    - “塞涅茨”特別用途中心（ЦCH“Сенеж”，SPC） - 軍事單位92154（2009年组建） - 駐地：索尔涅奇诺戈尔斯克市（俄语：Солнечногорск (городской округ)）塞涅茨（俄语：Сенеж (посёлок)）
    - “庫賓卡-2”海上行動和戰鬥特別用途中心（ЦCH “Кубинка-2”，TSS）- 軍事單位01355（2011年组建） - 駐地：庫賓卡
    - 第561緊急海上救援中心(561-й Аварийно спасательный центр，ARC) - 軍事單位00317（2014年组建） - 駐地：克里米亚赫尔松涅斯角（原黑海舰队后备军事基地改建而成）
    - “特爾斯可”山地作戰中心
    - 第54特種偵察中心
    - 專家訓練中心 (ЦПС，STC) - 軍事單位43292（2013年组建），推测至少有45名教官，主要任务是CCO部队的特种作战训练与评估
      - 狙击手训练单位
      - 电子战训练单位
      - 作战装备开发技术组

  - 格魯烏特種部隊
    - 俄羅斯陸軍
      - 第2獨立近衞特別用途旅（英语：2nd Guards Spetsnaz Brigade）（西部軍區）
      - 第3獨立近衞特別用途旅（中央軍區）
      - 第10獨立近衞特別用途旅（南部軍區）
      - 第14獨立近衞特別用途旅（東部軍區）
      - 第16獨立近衞特別用途旅（俄语：16-я отдельная гвардейская бригада специального назначения）（西部軍區）
      - 第22獨立近衞特別用途旅（南部軍區）
      - 第24獨立近衞特別用途旅（中央軍區）
      - 第346獨立近衞特別用途旅（南部軍區）
      - 第25獨立特別用途團（南部軍區）

    - 俄羅斯空降軍
      - 第45獨立近衛特別用途旅

    - 俄羅斯海軍
      - 海上偵察點
        - 第442海上特種偵察點（太平洋艦隊）
        - 第420海上特種偵察點（北方艦隊）
        - 第431海上特種偵察點（黑海艦隊）
        - 第561海上特種偵察點（波羅的海艦隊）

      - 戰鬥潛水員單位（PDSS）
        - 第101反破壞特別用途單位，駐紮在堪察加彼得巴甫洛夫斯克（太平洋艦隊）
        - 第102反破壞特別用途單位，軍事單位27203，駐紮在塞瓦斯托波爾（黑海艦隊）
        - 第136反破壞特別用途單位，軍事單位75976，駐紮在新羅西斯克（黑海艦隊）
        - 第137反破壞特別用途單位，軍事單位72969，駐紮在馬哈奇卡拉（裏海區艦隊）
        - 第140反破壞特別用途單位，軍事單位69068，駐紮在維迪亞耶沃（英语：Vidyaevo）（北方艦隊）
        - 第152反破壞特別用途單位，軍事單位13106，駐紮在波利亞爾內（北方艦隊）
        - 第153反破壞特別用途單位，駐紮在奧斯特羅夫諾伊（北方艦隊）
        - 第159反破壞特別用途單位，軍事單位87200，駐紮在拉茲博尼克灣（俄语：Разбойник (бухта)）（太平洋艦隊）
        - 第160反破壞特別用途單位，軍事單位09619，駐紮在摩爾曼斯克Zapadnaya Lits海軍基地（英语：Zapadnaya Litsa (naval base)）（北方艦隊）
        - 第179反破壞特別用途單位，軍事單位95160，駐紮在北德文斯克（北方艦隊）
        - 第269反破壞特別用途單位，軍事單位30853，駐紮在加吉耶沃（北方艦隊）
        - 第311反破壞特別用途單位，軍事單位59048，駐紮在堪察加彼得巴甫洛夫斯克（太平洋艦隊）
        - 第313反破壞特別用途單位，軍事單位10742，駐紮在波羅的斯克（波羅的海艦隊）
        - 第473反破壞特別用途單位，軍事單位39080，駐紮在喀琅施塔得（波羅的海艦隊）

  - 俄羅斯陸軍及俄羅斯空降軍各師團轄下特別用途連
- 俄羅斯聯邦國家近衛軍
  - 第604特別用途中心（莫斯科）
  - 第607特別用途中心（熱列茲諾沃茨克）
  - 第606特別用途中心（格羅茲尼）
  - 第7特別用途分隊“羅西奇”（新切爾卡斯克）
  - 第12特別用途分隊“烏拉”（下塔吉爾）
  - 第15特別用途分隊“維亞梯奇”（阿爾馬維爾）
  - 第19特別用途分隊“葉爾馬克”（新西伯利亞）
  - 第21特別用途分隊“颱風”（伯力）
  - 第23特別用途分隊“魅力”（車里雅賓斯克）
  - 第25特別用途分隊“水星”（斯摩棱斯克）
  - 第26特別用途分隊“酒吧”（喀山）
  - 第27特別用途分隊“庫茲巴斯”（克麥羅沃）
  - 第28特別用途分隊“戰士”（阿爾漢格爾斯克）
  - 第29特別用途分隊“布拉特”（烏法）
  - 第30特別用途分隊“斯維亞托戈爾”（斯塔夫羅波爾）
  - 第33特別用途分隊“重燃”（莫斯科）
  - 第35特別用途分隊“羅斯”（辛菲羅波爾）
  - “厄比斯”特別用途分隊（達吉斯坦）
  - “金剛狼”獨立特別用途排（克拉斯諾亞爾斯克）
  - 第115獨立特別用途旅（刻赤）
  - 第46獨立作戰用途旅（格羅茲尼）
    - 第34特別用途分隊

  - 特別用途機動單位
  - 特別迅速應變分隊

- 俄羅斯聯邦安全局
  - 聯邦安全局特別用途中心
    - A部門（阿爾法）
    - V部門（信号旗）
    - K部門（高加索）
      - 曾經為駐紮在葉先圖基的特別用途局

    - S部門（颶風）
    - T部門（塔夫里達）

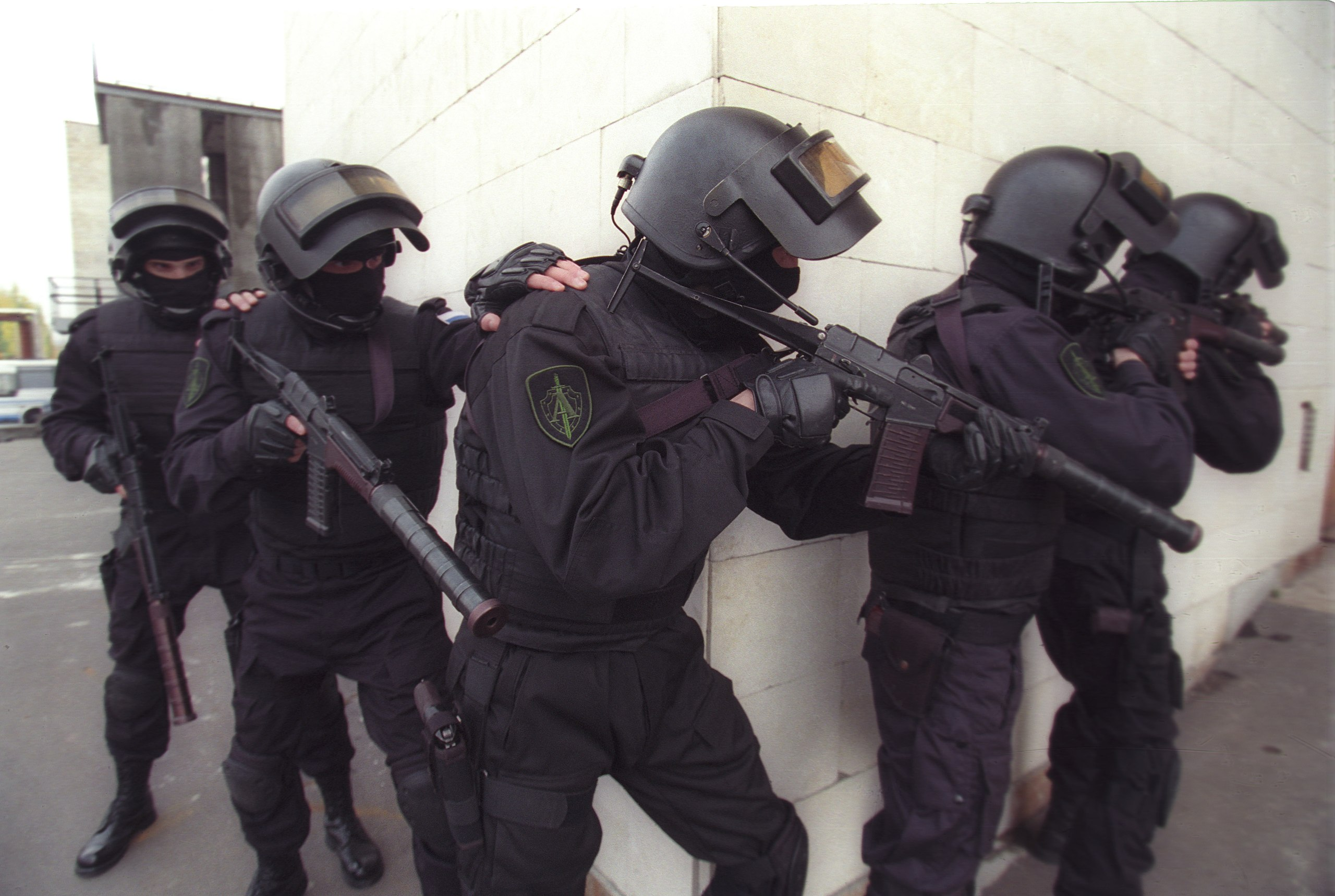
俄羅斯聯邦安全局阿尔法小组的隊員進行CQB訓練

      - 曾經為駐紮在克里米亞辛菲羅波爾的第2特別用途局

    - 特種武器部門

  - 區域特別用途部隊
    - 冰雹特別用途部隊（聖彼得堡區域特別用途部隊）
    - 殺人鯨特別用途部隊（摩爾曼斯克區域特別用途部隊）
    - 烏鴉特別用途部隊（沃羅涅日區域特別用途部隊）
    - 哈巴羅夫斯克區域特別用途部隊
    - 符拉迪沃斯托克區域特別用途部隊
    - 伊爾庫茨克區域特別用途部隊
    - 下諾夫哥羅德區域特別用途部隊
    - 葉卡捷琳堡區域特別用途部隊
    - 新西伯利亞區域特別用途部隊
    - 克拉斯諾達爾區域特別用途部隊
    - 車里雅賓斯克區域特別用途部隊
    - 加里寧格勒區域特別用途部隊
    - 聯邦安全局駐車臣共和國行動支援部隊（花崗岩特別用途部隊）
    - 聯邦安全局駐達吉斯坦共和國行動支援部隊（里海特別用途部隊）
    - 聯邦安全局駐印古什共和國行動支援部隊
    - 聯邦安全局駐卡巴爾達-巴爾卡爾共和國行動支援部隊
    - 聯邦安全局駐巴什科爾托斯坦共和國行動支援部隊
    - 聯邦安全局駐韃靼斯坦共和國行動支援部隊
    - 聯邦安全局駐卡累利阿共和國分部行動支援部隊（狼獾特別用途部隊）
    - 聯邦安全局駐俄羅斯聯邦各地的行動支援小組

  - 聯邦安全局邊防部門
    - 西格瑪特別用途部隊（繼承自03年解散的同名部隊）
    - 邊境分遣隊和各區域分部的獨立特別情報小組
    - 機動作戰部
    - 邊防部門區域特別用途部隊
    - 邊防部門區域特勤單位
- 俄羅斯對外情報局
  - 屏障特別用途部隊

### 塞爾維亞
- 第72特戰旅
  - 第72偵察突擊隊營（英语：72nd Reconnaissance-Commando Battalion）
  - 獵鷹營（英语：Battalion "Sokolovi"）
- 第63伞兵旅
- 塞爾維亞憲兵
  - 眼鏡蛇營（英语：Cobras (Serbia)）

### 新加坡
- 新加坡武裝部隊
  - 特種作戰特遣隊（英语：Special Operations Task Force）
    - 新加坡武裝部隊特攻部隊（英语：Singapore Armed Forces Commando Formation）
    - 海軍潛水單位（英语：Naval Diving Unit (Singapore)）
    - 特種作戰部隊（英语：Special Operations Force (Singapore)）

### 斯洛伐克
- 斯洛伐克軍隊（英语：Military of Slovakia）
  - 第5特種部隊團（英语：5th Special Forces Regiment (Slovakia)）

### 南非
- 南非國防軍
  - 特種部隊旅（英语：South African Special Forces）

### 西班牙
- 西班牙陸軍（英语：Spanish Army）
  - 特種作戰司令部（英语：Special Operations Command (Spain)）
    - 特別行動組（英语：Grupo de Operaciones Especiales (Spain)）
- 西班牙海軍
  - 海上特種作戰部隊（英语：Fuerza de Guerra Naval Especial）
- 西班牙空軍
  - 傘降工兵中隊
- 西班牙國民警衛隊
  - 特別干預單位（英语：Unidad Especial de Intervención）

### 瑞典
- 瑞典國防軍
  - 特別行動任務組
- 瑞典軍事情報及安全總局（英语：Director of Military Intelligence and Security (Sweden)）
  - 國家情報單位
- 瑞典陸軍
  - 驃騎兵生命團（英语：Life Regiment Hussars）
    - 第31游騎兵營（英语：31st Ranger Battalion）
    - 第32情報營（英语：32nd Intelligence Battalion）
      - 第323傘降游騎兵小隊（英语：Fallskärmsjägarna）

  - 諾爾蘭龍騎兵團（英语：Norrland Dragoon Regiment）
    - 第193游騎兵營（英语：193rd Ranger Battalion）
- 瑞典空軍
  - 布萊金聯隊（英语：Blekinge Wing）
    - 空軍游騎兵（英语：Swedish Air Force Rangers）
- 瑞典海軍
  - 瑞典海陸軍團（英语：Swedish Amphibious Corps）
    - 第1海軍陸戰團（英语：1st Marine Regiment (Sweden)）
      - 第202海岸游騎兵連（英语：Kustjägarna）

### 瑞士
- 瑞士軍隊
  - 特種部隊司令部（英语：Special Forces Command (Switzerland)）
    - 第10陸軍偵察分隊
    - 第17傘降偵察連（英语：Parachute Reconnaissance Company 17）
    - 特種部隊司令部人員營
    - 特種部隊訓練中心
    - 第20擲彈兵營
    - 第30擲彈兵營
    - 憲兵特別分隊

### 泰國
- 泰國皇家陸軍
  - 泰國皇家陸軍特種作戰司令部（英语：Royal Thai Army Special Warfare Command）
    - 第3特種部隊團，國王近衛隊（空降）
    - 特種作戰營，國王近衛隊（英语：Task Force 90 (Thailand)）
    - 泰國皇家游騎兵，國王近衛隊（英语：Royal Thai Army Ranger）

  - 長距離偵察巡邏連
- 泰國皇家海軍
  - 海軍特種作戰司令部（英语：Naval Special Warfare Command (Thailand)）
  - 泰國皇家海軍陸戰隊偵察營（英语：RTMC Reconnaissance Battalion）
- 泰國皇家空軍
  - 泰國皇家空軍安全部隊司令部（英语：RTAF Security Force Command）
    - 特種作戰團（英语：Special Operations Regiment (Thailand)）

### 土耳其
- 土耳其共和國總參謀部（英语：General Staff of the Republic of Turkey）
  - 特種部隊司令部（英语：Special Forces Command (Turkey)）
- 土耳其陸軍
  - 第1突擊隊旅（英语：1st Commando Brigade (Turkey)）
  - 哈卡萊山區和突擊隊旅（英语：Hakkari Mountain and Commando Brigade）
- 土耳其海軍
  - 水下防衛組司令部（英语：Underwater Defence Group Command）
  - 水下攻堅組司令部（英语：Underwater Offence Group Command）
  - 兩棲海軍步兵旅司令部（英语：Amphibious Marine Infantry Brigade Command）
- 憲兵總司令部（英语：Gendarmerie General Command）
  - 憲兵特種作戰司令部（英语：Gendarmerie Special Operations Command）
  - 憲兵特別公眾安全司令部（英语：Gendarmerie Special Public Security Command）

### 乌克兰
- 烏克蘭特種作戰部隊
- 地面特战单位
  - 東部特種作戰中心（英语：3rd Separate Special Purpose Regiment (Ukraine)）（克羅皮夫尼茨基）：前身為蘇聯陸軍的第10特別用途旅。
  - 西部特種作戰中心（英语：8th Separate Special Purpose Regiment (Ukraine)）（赫梅利尼茨基）：前身為蘇聯陸軍的第8特別用途旅。
  - 第140獨立特別用途中心（英语：140th Separate Special Purpose Regiment (Ukraine)）（赫梅利尼茨基）
  - 第47特別用途分隊（札波羅熱）
  - 第7特別用途中心“烏克蘭志願軍團”
  - 游騎兵團（英语：Ranger Corps (Ukraine)）
    - 第4特別用途團
    - 第5特別用途團
    - 第6特別用途團（英语：6th Special Purpose Regiment (Ukraine)）
    - 第7特別用途團

  - 附屬地面特戰單位
    - 黑霧獨立分隊（卡姆揚斯凱）
    - 獨立特種戰術群（伊爾平）
    - 特別用途破壞單位（基輔）
    - A4804軍部隊（利沃夫）
- 海上特战单位
  - 南部特種作戰中心（英语：73rd Naval Special Operations Center (Ukraine)）（尼古拉耶夫）：前身為蘇聯海軍的第17海上特別用途旅。
- 心理戰單位
  - 第16信息化心理作戰中心（惠瓦）
  - 第72信息化心理作戰中心（布羅瓦里）
  - 第74信息化心理作戰中心（利沃夫）
  - 第83信息化心理作戰中心（敖德薩）
- 空中特戰單位
  - 第35混合航空中隊（哈夫里希夫卡基地）
- 游擊隊
  - 抵抗運動（英语：Rukh Opuro）
    - 全國抵抗運動中心（英语：National Resistance Center of Ukraine）
    - 北部抵抗運動
    - 克魯克戰術群（英语：Tactical Group Kruk）
- 特種作戰中心總司令部（基輔）
  - 第99總部與支援營（英语：99th Headquarters and Support Battalion (Ukraine)）（布羅瓦里）
  - 第142特種作戰部隊訓練中心（英语：142nd training center of the SOF）（別爾季奇夫）
  - 特種作戰部隊招募中心（基輔）
  - 第77國家機密保護局
  - 第111信息及通訊點
- 烏克蘭國防部情報總局
  - 第10特別分隊
  - “奥米茄”特別用途部隊
  - “維加”特別用途部隊
  - “亞瑞斯”特別用途部隊
  - “海妖”特別用途部隊
- 烏克蘭國民衛隊
  - 第18作戰團
    - 第1巡邏營
    - 第2特別用途營“頓巴斯”
    - 亞速突擊旅
    - 特別巡邏連

  - “蠍子”特別用途部隊
  - “敖德薩”特別用途部隊
  - 颱風部隊（英语：Typhoon Unit (Ukraine)）
- 烏克蘭安全局
  - 阿爾法小組
- 烏克蘭邊防局
  - 第10機動邊境支隊“守望”（乌克兰语：10-й мобільний прикордонний загін «Дозор»）

### 英国
- 英國特種部隊（UKSF）
  - 英國陸軍
    - 特種空勤團
      - 第22特種空勤團

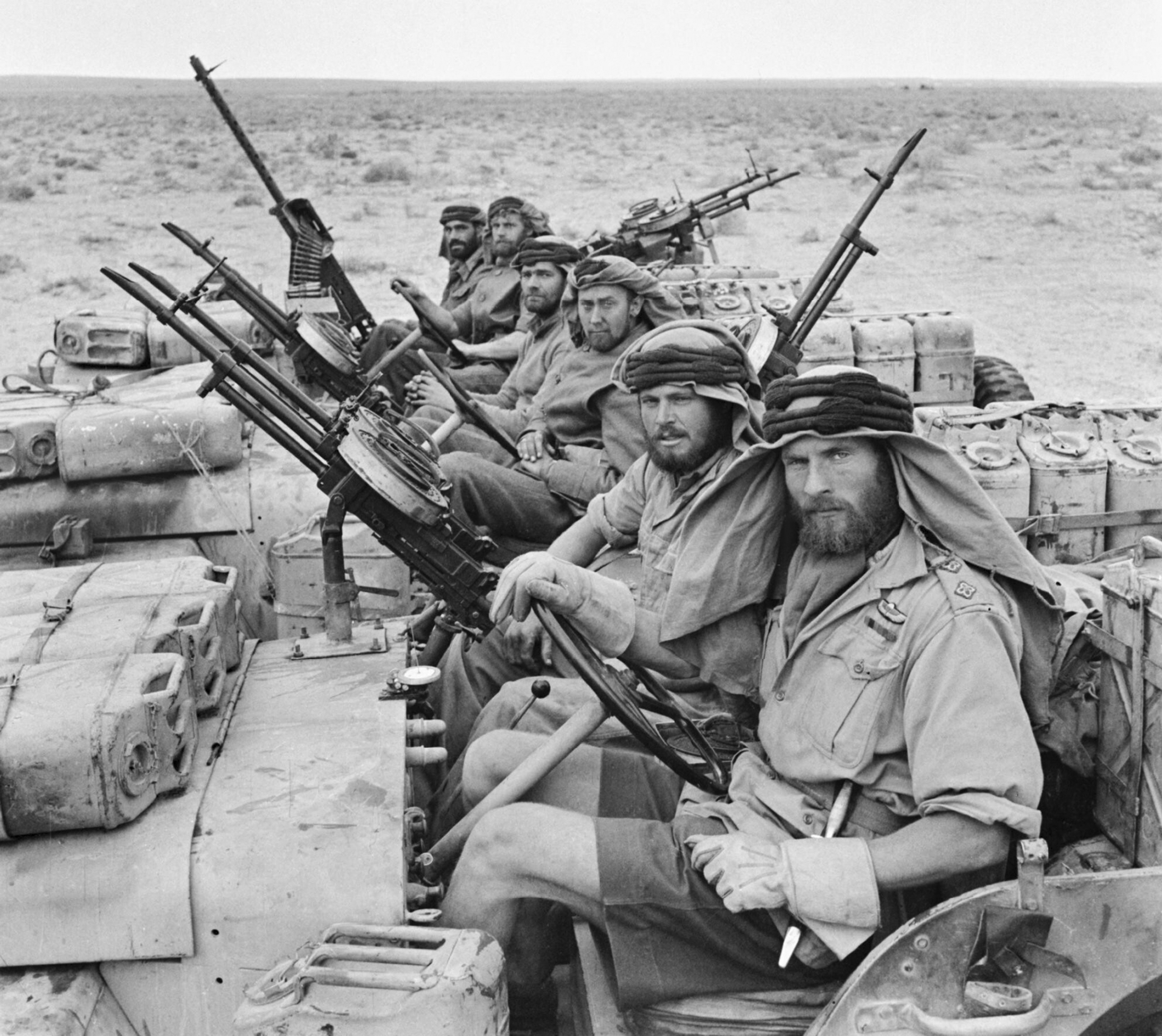
於第二次世界大戰時期的英國陸軍特種空勤團

      - 第21特種空勤團（藝術家步槍團）（預備役）
      - 第23特種空勤團（預備役）

    - 特種偵察團
    - 特種部隊支援群
    - 第18（UKSF）信號團（英语：18 (UKSF) Signal Regiment）

  - 英國皇家海軍
    - 特殊舟艇隊
    - 特殊舟艇隊（預備役）

  - 英國皇家空軍／英國陸軍
    - 聯合特種部隊航空連（英语：Joint Special Forces Aviation Wing）
    - 7號中隊（英语：No. 7 Squadron RAF）（英國皇家空軍）
      - 47號中隊（英语：No. 47 Squadron RAF）所屬特種部隊編隊（英國皇家空軍）
      - 657號中隊（英國陸軍航空軍（英语：Army Air Corps (United Kingdom)））
      - 658號中隊（英语：No. 658 Squadron AAC）（英國陸軍航空軍）

  - 其他單位
    - 剃刀中隊
- 秘密情報局
  - E中隊
- 具備特種作戰能力單位（不被官方歸類為特種部隊）
  - 英國陸軍第16空中突擊旅探路排（英语：Pathfinder Platoon）
  - 英國陸軍特種作戰旅（英语：Army Special Operations Brigade）
    - 游騎兵團

  - 英國突擊部隊（英语：UK Commando Force）

### USA

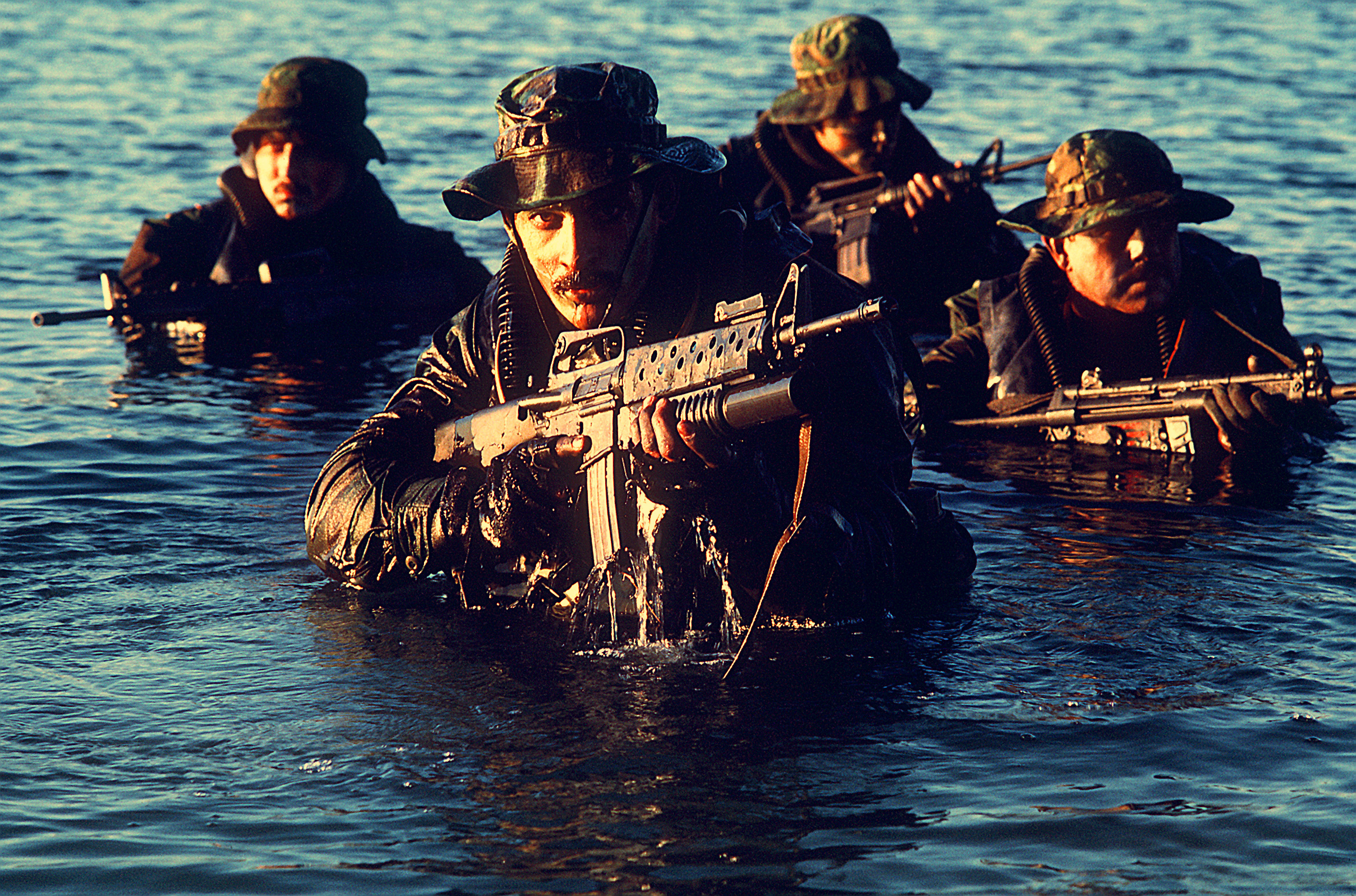
美國海軍海豹部隊

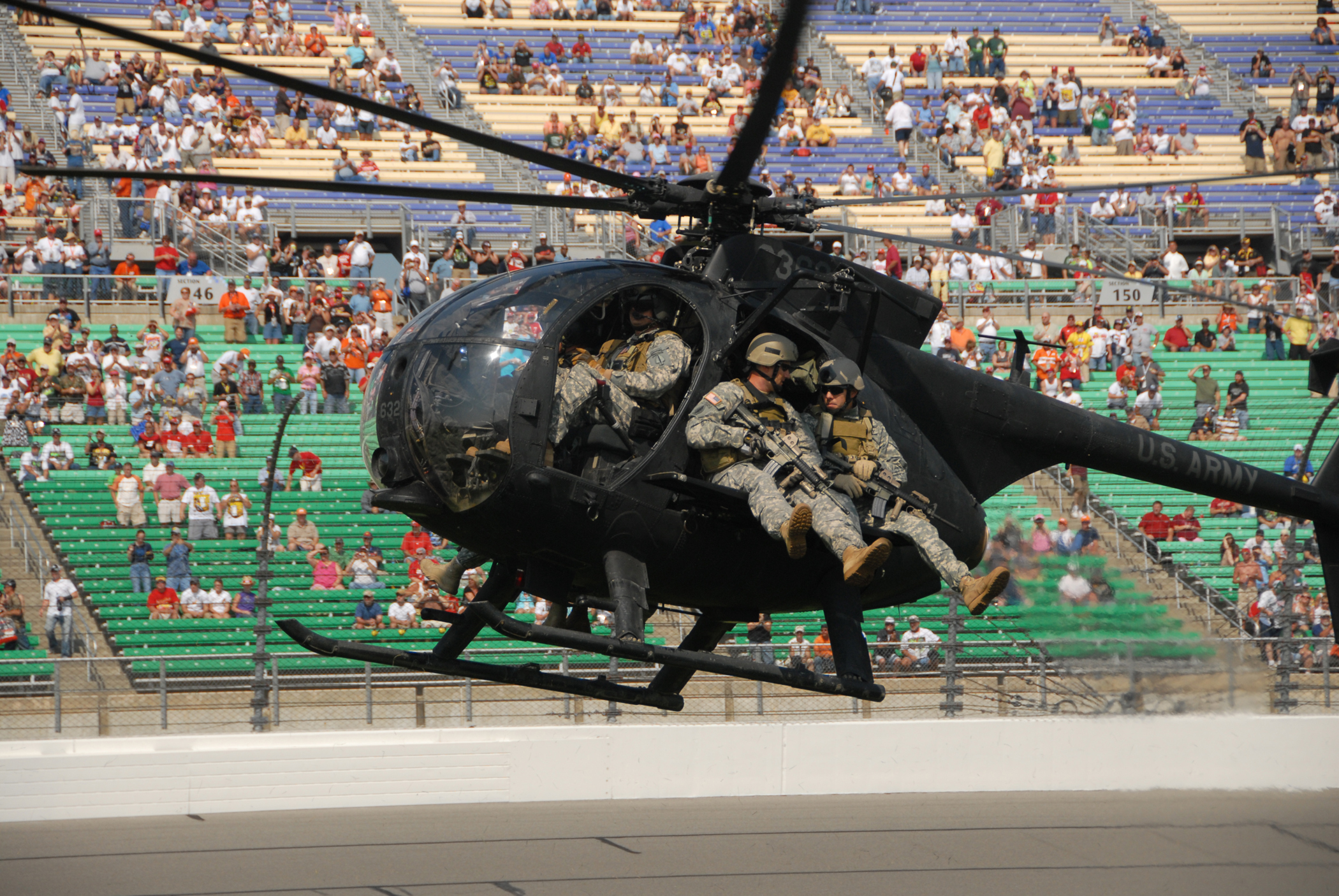
美國陸軍160特種空降連

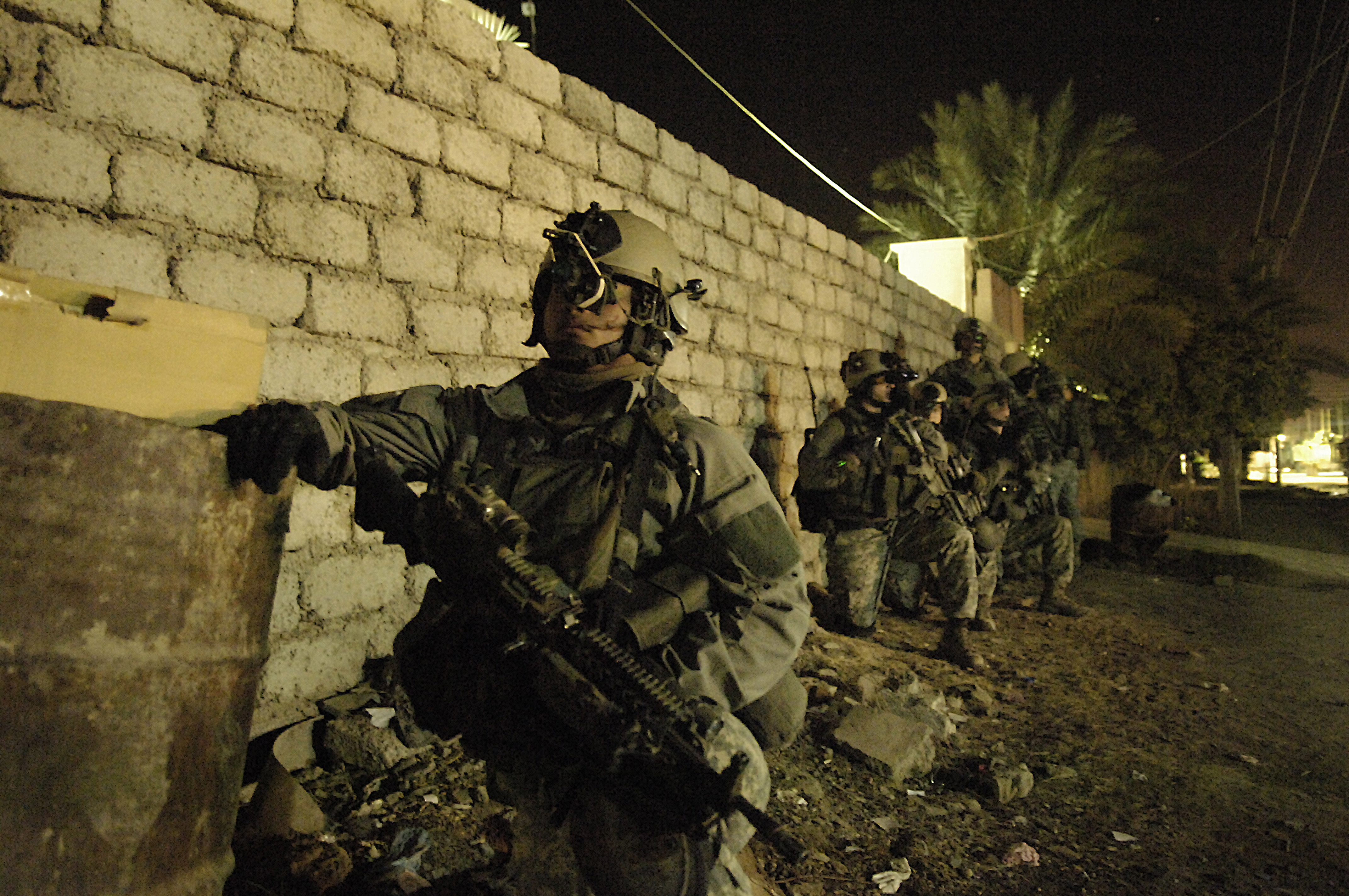
第75游騎兵團

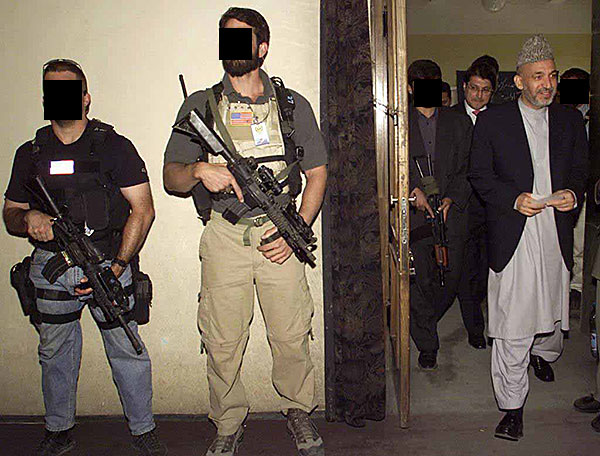
擔任著保鏢的美國海軍特種作戰開發組隊員

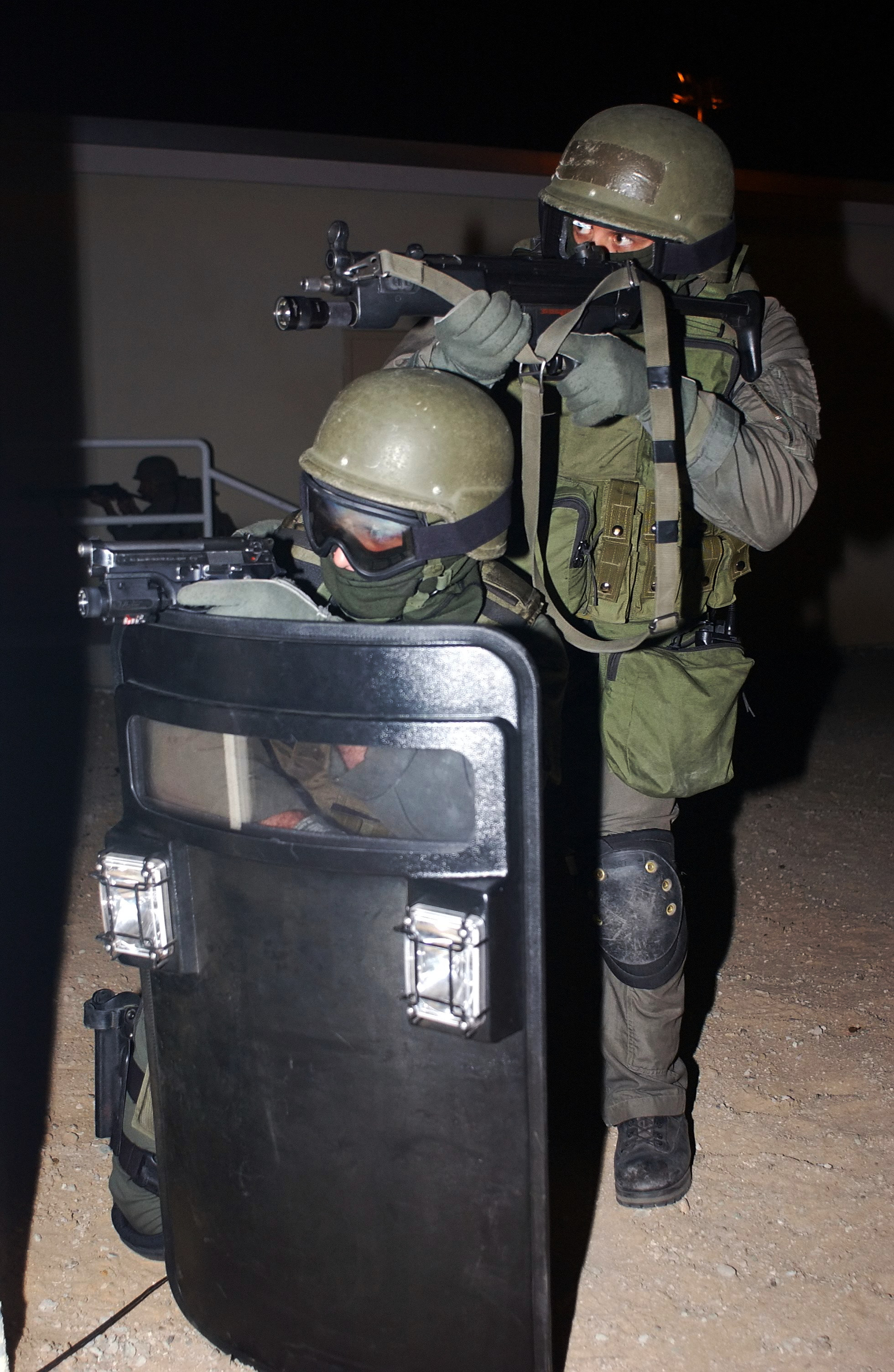
美國海軍陸戰隊特別應變隊

### 美国
- 美國聯合特種作戰司令部
  - 美國陸軍
    - 第1特種部隊D作戰分遣隊（三角洲部隊）
    - 情報支援活動
    - 第75游騎兵團直屬偵察連（英语：Regimental Reconnaissance Company）
    - 航空技術辦公室（英语：Aviation Technology Office）
    - 聯合醫療強化單位

  - 美國海軍
    - 特種作戰開發組（海豹六隊）

  - 美國空軍
    - 第24特種戰術中隊（英语：24th Special Tactics Squadron）
    - 第66空中作戰中隊
    - 航空戰術評估組
- 美國陸軍特種作戰司令部
  - 陸軍特種部隊司令部（綠扁帽部隊）
    - 第1特種部隊群
    - 第3特種部隊群（英语：3rd Special Forces Group (United States)）
    - 第5特種部隊群
    - 第7特種部隊群（英语：7th Special Forces Group (United States)）
    - 第10特種部隊群（英语：10th Special Forces Group (United States)）
    - 第19特種部隊群（國民警衛隊）
    - 第20特種部隊群（英语：20th Special Forces Group）（國民警衛隊）
    - 第4軍事資訊支援群（英语：4th Military Information Support Group）
    - 第95民政旅（英语：95th Civil Affairs Brigade）

  - 第75遊騎兵團
    - 第1遊騎兵營（英语：1st Ranger Battalion）
    - 第2遊騎兵營（英语：2nd Ranger Battalion）
    - 第3遊騎兵營（英语：3rd Ranger Battalion）
    - 特別部隊營（英语：Special Troops Battalion）
    - 團直屬軍事情報營

  - 美國陸軍特種作戰航空司令部
    - 第160航空特戰團

  - 約翰·甘迺迪特戰中心暨學校（英语：John F. Kennedy Special Warfare Center and School）
- 美國海軍特殊戰司令部
  - 海軍三棲特戰隊（海豹部隊）
    - 第1海上特殊戰群
      - 三棲特戰隊第1、3、5、7分隊
      - 第1後勤支援單位
      - 第1海軍特殊戰單位
      - 第3海軍特殊戰單位

    - 第2海上特殊戰群
      - 三棲特戰隊第2、4、8、10分隊
      - 第2後勤支援單位
      - 第2海軍特殊戰單位
      - 第4海軍特殊戰單位
      - 第10海軍特殊戰單位

    - 第3海上特殊戰群（英语：Naval Special Warfare Group 3）
      - 三棲特戰運兵載具（英语：SEAL Delivery Vehicle）第1小隊
      - 三棲特戰運兵載具（英语：SEAL Delivery Vehicle）第2小隊
      - 第3後勤支援單位
      - 三棲特戰運兵載具第1分遣隊

    - 第4海上特殊戰群
      - 特種快艇隊（英语：Special warfare combatant-craft crewmen）第12、20、22小隊
      - 海軍小艇指導與技術培訓學校

    - 第10海上特殊戰群
      - 第1海軍特殊戰支援組
      - 第2海軍特殊戰支援組
      - 任務支援中心
      - 文化互動單位

    - 第11海上特殊戰群
      - 三棲特戰隊第17、18分隊（預備役（英语：United States Navy Reserve））

  - 美國海軍特殊戰中心（英语：Naval Special Warfare Center）
    - 基礎訓練司令部
    - 進階訓練司令部
- 美國空軍特種作戰司令部
  - 第1特種作戰聯隊（英语：1st Special Operations Wing）
  - 第24特種作戰聯隊
  - 第27特種作戰聯隊（英语：27th Special Operations Wing）
  - 第352特種作戰聯隊（英语：352nd Special Operations Wing）
  - 第353特種作戰大隊（英语：353rd Special Operations Group）
  - 第492特種作戰聯隊（英语：492nd Special Operations Wing）

（前空軍特種空中作戰中心）
- - 第193特種作戰聯隊（英语：193rd Special Operations Wing）
  - 第919特種作戰聯隊（英语：919th Special Operations Wing）
  - 第18飛行試驗中隊（英语：18th Flight Test Squadron）
  - 美國空軍特種作戰訓練中心（英语：Air Force Special Operations Training Center）
  - 戰術空中管制隊（英语：United States Air Force Tactical Air Control Party）
  - 傘降救援隊
  - 特種作戰氣象隊（英语：United States Air Force Special Operations Weather Technician）
  - 戰鬥管制隊（英语：United States Air Force Combat Control Team）
- 美國海軍陸戰隊特種作戰司令部
  - 海軍陸戰隊突襲兵團
    - 第1海軍陸戰隊突襲兵營
    - 第2海軍陸戰隊突襲兵營
    - 第3海軍陸戰隊突襲兵營

  - 海軍陸戰隊突襲兵支援群（英语：Marine Raider Support Group）
    - 第1海軍陸戰隊突襲兵支援營
    - 第2海軍陸戰隊突襲兵支援營
    - 第3海軍陸戰隊突襲兵支援營

  - 特種作戰訓練群（英语：Special Operations Training Group）
- 特種作戰司令部指揮鏈以外的特別單位（不被官方歸類為特種作戰部隊）
  - 美國陸軍
    - 特別應變隊

  - 美國空軍
    - 緊急勤務隊

  - 美國海軍陸戰隊
    - 海軍陸戰隊偵察營（英语：United States Marine Corps Reconnaissance Battalions）
    - 海軍陸戰隊遠征隊（英语：Marine expeditionary unit）
      - 海上突襲部隊（英语：Maritime Raid Force）（前海上特種用途部隊（英语：Maritime Special Purpose Force））
        - 武裝偵察連

    - 海軍陸戰隊保安團（英语：Marine Corps Security Force Regiment）
      - 艦隊反恐保安部隊（英语：Marine Corps Security Force Regiment）
      - 奪回戰術部隊（英语：Marine Corps Security Force Regiment）

    - 海空砲火聯絡連（英语：Air Naval Gunfire Liaison Company）
    - 特別應變隊

  - 美國海軍
    - 特種兩棲偵查看護兵（英语：Special amphibious reconnaissance corpsman）
    - 海軍爆裂物處理隊（英语：Explosive ordnance disposal technician (United States Navy)）
    - 特別應變隊
    - 海軍犯罪調查局區域緊急對威脅應變隊

  - 美國海岸警衞隊
    - 海上安全與保安部隊（英语：Maritime Safety and Security Team）
    - 海上保安應變隊
    - 戰術執法部隊（英语：Law Enforcement Detachments）（TACLET）

  - 中央情报局
    - 特別活動中心
    - 全球應變人員

  - 美國國家安全局
    - 蠍子項目

### 委內瑞拉
- 委內瑞拉陸軍
  - 第99特種部隊旅
    - 第991特種作戰營
    - 第992特種作戰營
    - 第993特種作戰營
    - 特別支援營
- 委內瑞拉空軍
  - 第10特種作戰空中群
  - 第15特種作戰空中群
  - 第17特種作戰空中群

### 越南
- 越南人民軍總參謀部（英语：General Staff of the Vietnam People's Army）
  - 特工部隊
    - 陸上特工
    - 海上特工
    - 空降特工

## 跨境任務实例
- 於1976年，以色列特工及總參謀部偵察部隊前往烏干達执行恩德培行动，拯救被巴游挾持的一百多名人質，幾乎救回所有人質，且順道全體殲灭烏干達空軍。
- 於1977年，德國聯邦警察第九國境守備隊到索馬里拯救被劫機的人質，凱旋而回。
- 於2010年4月10日，法國突擊隊攻擊被劫持的法國遊艇塔尼號，殺死2名索馬里海盜，救出人質。
- 於2011年4月11日，美國海軍特種作戰開發群成功營救被脅持的快桅阿拉巴馬號船長理查德·菲利普斯，三名海盜被狙擊手擊斃。[2]
- 於2011年1月2日，马来西亚海军特种作战部队在亚丁湾成功营救23名被索马里海盗挟持的马来西亚货轮桂花号船员，并且生擒7名海盗，缴获武器。

## 使用之限制與注意
特種部隊作戰強調其隱密與機動性，可能經常需要在友軍無法直接補給的情況下長時間作戰，加上作戰性質高度仰賴通信以及情報交換所需要的設備，限制了所能攜帶的武器數量跟乘用載具，傳統部隊使用的反戰車飛彈或是肩射防空飛彈較不容易攜帶，仍然有其弱點。尤其是在情報上面一旦產生失誤，仍有可能遭到訓練強度遜於特種部隊的一般軍隊或是民兵重創。例如特種部隊極常使用的直升機就較一般步兵可以搭乘的裝甲運兵車容易受損且遭到攻擊時的死傷會較為嚴重，而同時由於重型裝備的攜行數量有限，特種部隊一旦遭遇到擁有大量裝甲車輛的敵軍，卻沒有其他的友軍火力支援(例如處於友軍空中支援或是砲兵支援火力範圍之外)，手上擁有的小口徑武器將難以面對裝甲車輛，如敵方擁有大量士兵，即便戰鬥力不如特種部隊，作戰時仍然會加速消耗特種部隊相對有限的彈藥。因此特種作戰本身仍應避免與數量或是兵器上佔有優勢的敵軍正面衝突。
同時由於特種部隊的行動高度依賴直升機，而直升機的可靠度關乎到任務成敗的影響，整體使用特種部隊的計畫跟時間點需要有更為精細的規劃，這體現在鷹爪行動跟獵殺賓拉登的行動之中都有直升機損毀而影響到行動的結果，特別是直升機的損毀會使得整個行動留下證據。如果特種部隊本身的行動區域是在非處於交戰狀態的國家，將會涉及到侵犯他國主權以及非法軍事行動的爭議，例如以色列在慕尼黑事件後一系列獵殺巴解組織成員或是在阿根廷綁架納粹戰犯阿道夫·艾希曼都曾引起事件所在國的抗議。

## 外部連結
- 朝鲜特種部隊 （页面存档备份，存于）